# Chaddleworth
Chaddleworth – wieś i civil parish położona w dystrykcie West Berkshire w hrabstwie ceremonialnym Berkshire w południowej Anglii. W 2011 civil parish liczyła 499 mieszkańców. 
W przeszłości miejscowość nosiła różne nazwy. W Domesday Book z 1086 roku jest wspomniana jako Cedeledorde. W X wieku nazywano ją Ceadelanuurthe, w XI wieku Cedeledorde i Cedeneord, w XII wieku Chedileswrth i Chedeleswrth, w XII-XIII wieku Chedelworth, w XIII wieku Chedlesworthi i Cheddeworth, a w XIV wieku Chadlyngworth i Chadworth.